# Scipio (Nueva York)
Scipio es un pueblo ubicado en el condado de Cayuga en el estado estadounidense de Nueva York. En el año 2000 tenía una población de 1,537 habitantes y una densidad poblacional de 16.2 personas por km².

## Geografía
Scipio se encuentra ubicado en las coordenadas 42°48′12″N 76°34′17″O / 42.80333, -76.57139.

## Demografía
Según la Oficina del Censo en 2000 los ingresos medios por hogar en la localidad eran de $44,491, y los ingresos medios por familia eran $50,395. Los hombres tenían unos ingresos medios de $34,671 frente a los $22,625 para las mujeres. La renta per cápita para la localidad era de $17,705. Alrededor del 6.7% de la población estaban por debajo del umbral de pobreza.